# Calliergis tropicalis
Calliergis tropicalis är en fjärilsart som beskrevs av William Schaus 1911. Calliergis tropicalis ingår i släktet Calliergis och familjen nattflyn. Inga underarter finns listade i Catalogue of Life.